# Smarties

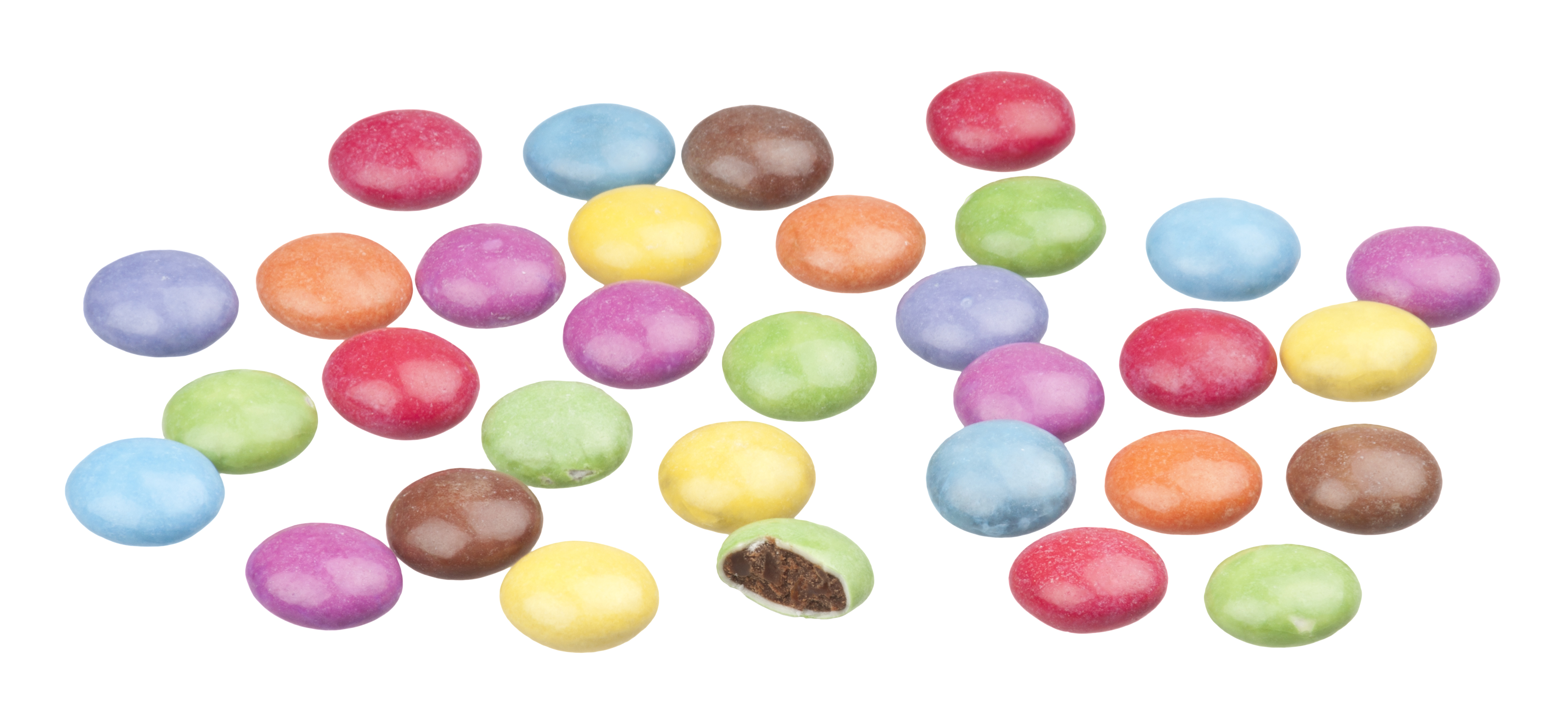
Smarties

Smarties – marka czekoladowych cukierków pokrytych kolorowym lukrem. Produkowane pod nazwą „Chocolate Beans” w latach 1882–1937 przez H.I. Rowntree & Co. Obecnie produkowane przez Nestlé.
Cukierki mają kształt elipsoidy obrotowej i są dostępne w ośmiu kolorach: czerwonym, pomarańczowym, żółtym, zielonym, niebieskim, fioletowym, różowym i brązowym. W niektórych krajach kolor niebieski został zastąpiony kolorem białym.